# Orocrambus aethonellus
Orocrambus aethonellus là một loài bướm đêm trong họ Crambidae.